# Национално знаме на Чехословакия
Знамето на Чехословакия е прието на 28 октомври 1918 г.
Първото знаме представлява 2 ивици в бяло и червено. Историческото кралство Бохемия на територията на западната част на Чехословакия (в днешна Чехия) има същото знаме, като цветовете му са повлияни от герба на Бохемия: червен щит и сребърен лъв. Знамето е същото като полското.
През 1920 г. знамето е променено. Добавен е син триъгълник по предложение на Ярослав Курса. Остава непроменено до края на съществуването на предвоенна Чехословакия.
По време на Втората световна война Чехословакия е окупирана от Нацистка Германия и е разделена на протекторат Бохемия и Моравия и Словашка държава, които са с нови флагове. След края на войната Чехословакия се обединява и е върнато старото знаме.

## Знаме през годините
- Знаме на Бохемия
- Предложение за знаме на Чехословакия
- Предложение на Ярослав Курса
- Приетото знаме
- Военноморско знаме на Чехословакия
(1935-1955)
- Военноморско знаме на Чехословакия
(1955-1960)
- Знаме на Чехословашката комунистическа партия